# Koszmasz Indikopleusztész
Koszmasz Indikopleusztész (Κοσμᾶς Ἰνδικοπλεύστης, Koszmász Indikopléfsztisz, latinul: Cosmas Indicopleustes), (6. század) kora középkori bizánci író.

## Élete
Koszmasz eredetileg alexandriai kereskedő volt. Miután Etiópiát, Arábiát és Indiát beutazta, visszatért Egyiptomba, és remete életet kezdett. Magányában írta meg utazási élményeit, földrajztudományi és csillagászati nézeteit Keresztény helyrajz, vagy világtan, továbbá Csillagászati táblák és az Énekek énekének magyarázata című műveiben. Első helyen említett művének jelentős kiadása a Migne-féle Patrologia Graeca keretében (88. kötet) történt a 19. században.

## Művei
- Keresztény helyrajz (Topographia khrisztianiké) 550 k. írta, melyben támadta a ptolemaioszi világképet. Művét kommentárnak szánta az Oktateukhoszhoz. Teológiai nézetei Mopszvesztiai Theodorosztól és Gabalai Szeverianosztól függnek.
- Énekek énekének magyarázata. Kozmasz a Keresztény helyrajzban utal rá, de nem maradt fenn.[1]

## Művei magyarul
- Keresztény topográfia (részletek) INː (szerk.) Simon Róbert – Székely Magda – Dimitriosz Hadziszː A bizánci irodalom kistükre, Európa Könyvkiadó, Budapest, 1974, ISBN 963-07-0345-9, 593–597 p